# 423
423 (CDXXIII) fue un año común comenzado en lunes del calendario juliano, en vigor en aquella fecha.
En el Imperio romano, el año fue nombrado el del consulado de Mariniano y Asclepiodoto, o menos comúnmente, como el 1176 Ab urbe condita, adquiriendo su denominación como 423 a principios de la Edad Media, al establecerse el anno Domini.

## Acontecimientos
- Primavera: Honorio obliga a Gala Placidia a exiliarse a Constantinopla junto con sus hijos.
- 20 de noviembre: a la muerte de Flavio Augusto Honorio, el senado del Imperio Romano de Occidente nombra emperador a Juan, el jefe de los notarios imperiales.
- Teodoreto es nombrado obispo de Cirro.
- Se incorporan cuarenta mil hunos como mercenarios al ejército romano.
- Roma cede a los hunos la provincia de Savia.
- Comienza el reinado de To-pa Tao, rey chino de la dinastía Wei, que impone su autoridad a toda la China septentrional.

## Nacimientos
- Santa Genoveva, nace en Nanterre.

## Fallecimientos
- 15 de agosto: Flavio Augusto Honorio, emperador romano de Occidente, fallece en Rávena por hidropesía.
- Ming Yuan Di, rey chino de la dinastía Wei.